# Parchi nazionali dell'Australia
Parchi nazionali dell'Australia
Al dicembre 2015 l'Australia conta 1167 parchi nazionali riconosciuti dalla Commissione mondiale sulle aree protette  (categoria IUCN II).

## Territorio della Capitale Australiana
| Nome                        | Anno istituzione | Superficie (km2) | Coordinate           | WWW      |
| --------------------------- | ---------------- | ---------------- | -------------------- | -------- |
| Parco nazionale del Namadgi | 1984             | 777.8            | 35.666667°S 148.95°E | sito web |

## Nuovo Galles del Sud
| Nome                                  | Anno istituzione | Superficie (km2) | Coordinate               | WWW      |
| ------------------------------------- | ---------------- | ---------------- | ------------------------ | -------- |
| Parco nazionale del fiume Abercrombie |                  |                  | 34.0939°S 149.708°E      | sito web |
| Parco nazionale Arakwal               |                  |                  | 28.6603°S 153.621°E      |          |
| Parco nazionale Bago Bluff            |                  |                  | 31.5322°S 152.629°E      |          |
| Parco nazionale Bald Rock             |                  |                  | 28.8525°S 152.055556°E   |          |
| Parco nazionale Barakee               |                  |                  | 31.641667°S 151.851667°E |          |
| Parco nazionale Barool                |                  |                  | 29.660278°S 152.1925°E   |          |
| Parco nazionale Barrington Tops       |                  |                  | 32.052778°S 151.493889°E |          |
| Parco nazionale Basket Swamp          |                  |                  | 28.933056°S 152.153056°E |          |
| Parco nazionale Belford               |                  |                  | 32.65°S 151.3°E          |          |
| Parco nazionale del fiume Bellinger   |                  |                  | 30.409444°S 152.693889°E |          |
| Parco nazionale Ben Boyd              |                  |                  | 37.178611°S 149.982222°E |          |
| Parco nazionale Ben Halls Gap         |                  |                  | 31.619722°S 151.185°E    |          |
| Parco nazionale Biamanga              |                  |                  | 36.451111°S 149.941944°E |          |
| Parco nazionale Bindarri              |                  |                  | 30.295°S 152.933°E       |          |
| Parco nazionale Biriwal Bulga         |                  |                  | 31.507222°S 152.306389°E |          |
| Parco nazionale delle Blue Mountains  |                  |                  | 33.967778°S 150.304167°E |          |
| Parco nazionale Booderee              | 1992             | 63.12            | 35.150833°S 150.645278°E | sito web |
| Parco nazionale Bongil Bongil         |                  |                  | 30.398611°S 153.034722°E |          |
| Parco nazionale di Boonoo-Boonoo      | 1982             | 47.67            | 28.8175°S 152.178333°E   | sito web |
| Parco nazionale Booti Booti           | 1992             | 15.67            | 32.244444°S 152.543333°E | sito web |
| Parco nazionale Border Ranges         |                  |                  | 28.359722°S 152.986111°E |          |
| Botany Bay                            |                  |                  | 34.020556°S 151.224722°E |          |
| Parco nazionale Bouddi                |                  |                  | 33.5167°S 151.4°E        |          |
| Parco nazionale Bournda               |                  |                  | 36.4767°S 149.919°E      |          |
| Parco nazionale Brindabella           |                  |                  | 35.231667°S 148.778889°E |          |
| Parco nazionale Brisbane Water        |                  |                  | 33.456944°S 151.301111°E |          |
| Parco nazionale Broadwater            |                  |                  | 29.053889°S 153.41°E     |          |
| Parco nazionale Budawang              |                  |                  | 35.42°S 150.045°E        |          |
| Parco nazionale Budderoo              |                  |                  | 34.6664°S 150.658°E      |          |
| Parco nazionale Bugong                |                  |                  | 34.82247°S 150.446863°E  |          |
| Parco nazionale Bundjalung            |                  |                  | 29.2475°S 153.328611°E   |          |
| Parco nazionale Bungawalbin           |                  |                  | 29.098056°S 153.143889°E |          |
| Parco nazionale Bungonia              |                  |                  | 34.797222°S 150.016389°E |          |
| Parco nazionale Butterleaf            |                  |                  | 29.518889°S 152.011944°E |          |
| Parco nazionale Capoompeta            |                  |                  | 29.392778°S 152.008889°E |          |
| Parco nazionale Carrai                |                  |                  | 30.893056°S 152.241944°E |          |
| Parco nazionale Cascade               |                  |                  | 30.258056°S 152.808611°E |          |
| Parco nazionale Cathedral Rock        |                  |                  | 30.430833°S 152.266944°E |          |
| Parco nazionale Cattai                |                  |                  | 33.5472°S 150.897°E      |          |
| Parco nazionale Chaelundi             |                  |                  | 29.944167°S 152.510833°E |          |
| Parco nazionale del fiume Clyde       |                  |                  | 35.678333°S 150.149167°E |          |
| Parco nazionale Cocoparra             |                  |                  | 34.1158°S 146.223°E      |          |
| Parco nazionale Conimbla              |                  |                  | 33.748333°S 148.439167°E |          |
| Parco nazionale Conjola               |                  |                  | 35.249167°S 150.475833°E |          |
| Parco nazionale Coolah Tops           |                  |                  | 31.750833°S 150.071389°E |          |
| Parco nazionale Coorabakh             |                  |                  | 31.712222°S 152.5225°E   |          |
| Parco nazionale Cottan-Bimbang        |                  |                  | 31.350556°S 152.133889°E |          |
| Parco nazionale Crowdy Bay            |                  |                  | 31.816389°S 152.721389°E |          |
| Parco nazionale di Culgoa             | 1996             | 352.4            | 29.080556°S 147.035278°E | sito web |
| Parco nazionale Cunnawarra            |                  |                  | 30.624722°S 152.217222°E |          |
| Parco nazionale Deua                  |                  |                  | 35.9742°S 149.721°E      |          |
| Parco nazionale Dharawal              |                  |                  | 34.203852°S 150.851526°E |          |
| Parco nazionale Dharug                |                  |                  | 33.3689°S 151.052°E      |          |
| Parco nazionale Dooragan              |                  |                  | 31.664444°S 152.773889°E |          |
| Parco nazionale Dorrigo               |                  |                  | 30.3481°S 152.822°E      |          |
| Parco nazionale Dunggir               |                  |                  | 30.676667°S 152.651944°E |          |
| Parco nazionale Eurobodalla           |                  |                  | 36.1306°S 150.116°E      |          |
| Parco nazionale Fortis Creek          |                  |                  | 29.429722°S 152.879444°E |          |
| Parco nazionale Gardens of Stone      |                  |                  | 33.154619°S 150.040969°E |          |
| Parco nazionale Garigal               |                  |                  | 33.7058°S 151.236°E      |          |
| Parco nazionale Garrawilla            |                  |                  | 31.113°S 149.639°E       |          |
| Parco nazionale del fiume Georges     |                  |                  | 33.9828°S 151.032°E      |          |
| Parco nazionale Ghin-Doo-Ee           |                  |                  | 32.262222°S 152.116944°E |          |
| Parco nazionale Gibraltar Range       |                  |                  | 29.554444°S 152.323889°E |          |
| Parco nazionale Goobang               |                  |                  | 32.6856°S 148.336°E      |          |
| Parco nazionale Goonengerry           |                  |                  | 28.579722°S 153.404722°E |          |
| Parco nazionale del fiume Goulburn    |                  |                  | 32.233333°S 150°E        |          |
| Parco nazionale Gulaga                |                  |                  | 36.306667°S 150.019167°E |          |
| Parco nazionale Gundabooka            |                  |                  | 30.502778°S 145.713889°E |          |
| Parco nazionale del fiume Guy Fawkes  | 1972             | 1095.82          | 29.963056°S 152.233333°E | sito web |
| Parco nazionale Hat Head              |                  |                  | 31.0803°S 153.03°E       |          |
| Parco nazionale Heathcote             |                  |                  | 34.1303°S 150.971°E      |          |
| Parco nazionale Indwarra              |                  |                  | 30.085556°S 151.250556°E |          |
| Parco nazionale Jervis Bay            |                  |                  | 34.9872°S 150.756°E      |          |
| Parco nazionale Junuy Juluum          |                  |                  | 30.299167°S 152.727222°E |          |
| Parco nazionale Kanangra-Boyd         |                  |                  | 33.937778°S 150.090833°E |          |
| Parco nazionale Kinchega              |                  |                  | 32.5442°S 142.297°E      |          |
| Parco nazionale Kings Plains          |                  |                  | 29.58°S 151.365556°E     |          |
| Parco nazionale Koreelah              |                  |                  | 28.305278°S 152.438889°E |          |
| Parco nazionale Kosciuszko            | 1967             | 6736.54          | 36.0722°S 148.349°E      | sito web |
| Parco nazionale Ku-Ring-Gai Chase     | 1967             | 149.78           | 33.651°S 151.201°E       | sito web |
| Parco nazionale Kumbatine             |                  |                  | 31.143056°S 152.601389°E |          |
| Parco nazionale Kwiambal              |                  |                  | 29.154167°S 150.983889°E |          |
| Parco nazionale Lachlan Valley        |                  |                  | 33.75678°S 145.112755°E  |          |
| Parco nazionale Lane Cove             |                  |                  | 33.7836°S 151.139°E      |          |
| Parco nazionale Livingstone           |                  |                  | 35.3689°S 147.36°E       |          |
| Parco nazionale Macquarie Pass        |                  |                  | 34.5694°S 150.657°E      |          |
| Parco nazionale Mallanganee           |                  |                  | 28.919167°S 152.753611°E |          |
| Parco nazionale Mallee Cliffs         |                  |                  | 34.1753°S 142.577°E      |          |
| Parco nazionale Maria                 |                  |                  | 31.162778°S 152.873333°E |          |
| Parco nazionale Marramarra            |                  |                  | 33.525°S 151.058°E       |          |
| Parco nazionale Maryland              |                  |                  | 28.504722°S 152.077778°E |          |
| Parco nazionale Mebbin                |                  |                  | 28.4469°S 153.17°E       |          |
| Parco nazionale Meroo                 |                  |                  | 35.448333°S 150.397222°E |          |
| Parco nazionale Mimosa Rocks          |                  |                  | 36.6667°S 149.936°E      |          |
| Parco nazionale Mooball               |                  |                  | 28.388333°S 153.464722°E |          |
| Parco nazionale Morton                |                  |                  | 35.1819°S 150.208°E      |          |
| Parco nazionale Mount Clunie          |                  |                  | 28.324167°S 152.52°E     |          |
| Parco nazionale del monte Imlay       |                  |                  | 36.466667°S 149.583333°E |          |
| Parco nazionale del monte Jerusalem   |                  |                  | 28.484444°S 153.357778°E |          |
| Parco nazionale del monte Kaputar     |                  |                  | 30.290556°S 150.142778°E |          |
| Parco nazionale del monte Nothofagus  |                  |                  | 28.3175°S 152.633611°E   |          |
| Parco nazionale del monte Pikapene    |                  |                  | 29.0111°S 152.695°E      |          |
| Parco nazionale del monte Royal       |                  |                  | 32.200278°S 151.323611°E |          |
| Mount Warning                         |                  |                  | 28.389722°S 153.268611°E |          |
| Parco nazionale Mummel Gulf           |                  |                  | 31.3125°S 151.844444°E   |          |
| Parco nazionale Mungo                 |                  |                  | 33.7489°S 143.136°E      |          |
| Parco nazionale Murramarang           |                  |                  | 35.6011°S 150.331°E      |          |
| Parco nazionale Murray Valley         |                  |                  | 35.7933°S 145.027°E      |          |
| Parco nazionale Murrumbidgee Valley   |                  |                  | 34.715°S 146.201°E       |          |
| Parco nazionale Mutawintji            |                  |                  | 31.1467°S 142.381°E      |          |
| Parco nazionale Myall Lakes           |                  |                  | 32.494722°S 152.336389°E |          |
| Parco nazionale Nangar                |                  |                  | 33.425556°S 148.504167°E |          |
| Parco nazionale Nattai                |                  |                  | 34.2894°S 150.36°E       |          |
| Parco nazionale New England           |                  |                  | 30.5928°S 152.458°E      |          |
| Parco nazionale Nightcap              |                  |                  | 28.5439°S 153.293°E      |          |
| Parco nazionale Nowendoc              |                  |                  | 31.532778°S 151.597778°E |          |
| Parco nazionale Nymboi-Binderay       |                  |                  | 30.108611°S 152.731944°E |          |
| Parco nazionale Nymboida              |                  |                  | 29.644167°S 152.418056°E |          |
| Parco nazionale Oolambeyan            |                  |                  | 34.7214°S 145.273°E      |          |
| Parco nazionale Oxley Wild Rivers     |                  |                  | 30.996389°S 152.01°E     |          |
| Parco nazionale Paroo-Darling         |                  |                  | 31.52°S 143.9°E          |          |
| Parco nazionale Popran                |                  |                  | 33.3769°S 151.18°E       |          |
| Parco nazionale Ramornie              |                  |                  | 29.711389°S 152.673333°E |          |
| Parco nazionale Richmond Range        |                  |                  | 28.595556°S 152.714167°E |          |
| Royal National Park                   | 1967             | 150.92           | 34.1225°S 151.064°E      | sitoweb  |
| Parco nazionale Scheyville            |                  |                  | 33.6067°S 150.889°E      |          |
| Parco nazionale Sea Acres             |                  |                  | 31.4639°S 152.931°E      |          |
| Parco nazionale Seven Mile Beach      |                  |                  | 34.8133°S 150.757°E      |          |
| Parco nazionale Single                |                  |                  | 29.996944°S 151.411389°E |          |
| South East Forest                     |                  |                  | 36.9872°S 149.476°E      |          |
| Parco nazionale Sturt                 |                  |                  | 29.0936°S 141.509°E      |          |
| Parco nazionale Sydney Harbour        |                  |                  | 33.813056°S 151.291667°E |          |
| Parco nazionale Tallaganda            |                  |                  | 35.743611°S 149.481389°E |          |
| Parco nazionale Tapin Tops            |                  |                  | 31.663611°S 152.186944°E |          |
| Parco nazionale del fiume Tarlo       |                  |                  | 34.5019°S 149.926°E      |          |
| Parco nazionale Thirlmere Lakes       |                  |                  | 34.2256°S 150.539°E      |          |
| Parco nazionale Tomaree               |                  |                  | 32.752778°S 152.140833°E |          |
| Parco nazionale Tooloom               |                  |                  | 28.446389°S 152.453611°E |          |
| Parco nazionale Toonumbar             |                  |                  | 28.487778°S 152.725833°E |          |
| Parco nazionale Toorale               |                  |                  | 30.265°S 145.401°E       |          |
| Parco nazionale Towarri               |                  |                  | 31.845833°S 150.073611°E |          |
| Parco nazionale Turon                 |                  |                  | 33.1986°S 149.934°E      |          |
| Parco nazionale Ulidarra              |                  |                  | 30.250278°S 153.080556°E |          |
| Parco nazionale Wadbilliga            |                  |                  | 36.466667°S 149.583333°E |          |
| Parco nazionale Wallaga Lake          |                  |                  | 36.3717°S 150.029°E      |          |
| Parco nazionale Wallingat             |                  |                  | 32.301111°S 152.435278°E |          |
| Parco nazionale Warra                 |                  |                  | 29.991667°S 151.927778°E |          |
| Parco nazionale Warrabah              |                  |                  | 30.545°S 150.946111°E    |          |
| Parco nazionale Warrumbungle          |                  |                  | 31.292222°S 149.008056°E |          |
| Parco nazionale Washpool              |                  |                  | 29.3469°S 152.333°E      |          |
| Parco nazionale Watagans              |                  |                  | 33.005°S 151.393056°E    |          |
| Parco nazionale Weddin Mountains      |                  |                  | 33.9722°S 148.023°E      |          |
| Parco nazionale Werakata              |                  |                  | 32.7845°S 151.388°E      |          |
| Parco nazionale Werrikimbe            |                  |                  | 31.2°S 152.233333°E      |          |
| Parco nazionale Willandra             |                  |                  | 33.235278°S 144.938611°E |          |
| Parco nazionale Willi Willi           |                  |                  | 31.178611°S 152.490833°E |          |
| Parco nazionale Woko                  |                  |                  | 31.754722°S 151.79°E     |          |
| Parco nazionale Wollemi               |                  |                  | 32.8739°S 150.492°E      |          |
| Parco nazionale Woomargama            |                  |                  | 35.8714°S 147.485°E      | sitoweb  |
| Parco nazionale Wyrrabalong           |                  |                  | 33.293°S 151.543°E       |          |
| Parco nazionale Yabbra                |                  |                  | 29.944167°S 152.510833°E |          |
| Parco nazionale Yanga                 |                  |                  | 34.65°S 143.583°E        |          |
| Parco nazionale Yarrobil              |                  |                  | 32.299°S 149.37°E        |          |
| Parco nazionale Yengo                 |                  |                  | 33.0422°S 150.786°E      |          |
| Parco nazionale Yuraygir              |                  |                  | 29.9053°S 153.227°E      |          |

## Victoria
| Nome                                         | Anno istituzione | Superficie (km2) | Coordinate               | WWW |
| -------------------------------------------- | ---------------- | ---------------- | ------------------------ | --- |
| Parco nazionale Alfred                       |                  |                  | 37.571389°S 149.360278°E |     |
| Parco nazionale Alpine                       |                  |                  | 37.3375°S 146.757°E      |     |
| Parco nazionale Barmah                       |                  |                  | 35.866667°S 145.118056°E |     |
| Parco nazionale Baw Baw                      |                  |                  | 37.7639°S 146.223°E      |     |
| Parco nazionale Brisbane Ranges              |                  |                  | 37.7953°S 144.279°E      |     |
| Parco nazionale Bunurong Marine              |                  |                  | 38.691°S 145.656°E       |     |
| Parco nazionale Burrowa-Pine Mountain        |                  |                  | 36.09°S 147.758°E        |     |
| Parco nazionale Cape Howe Marine             |                  |                  | 37.533333°S 149.95°E     |     |
| Parco nazionale Chiltern-Mt Pilot            | 1980             | 215.98           | 36.1331°S 146.601°E      |     |
| Parco nazionale Churchill Island Marine      |                  |                  | 38.498°S 145.317°E       |     |
| Parco nazionale Churchill                    |                  |                  | 37.9514°S 145.26°E       |     |
| Parco nazionale Cobboboonee                  |                  |                  | 38.1264°S 141.446°E      |     |
| Parco nazionale Coopracambra                 |                  |                  | 37.3114°S 149.22°E       |     |
| Parco nazionale Corner Inlet Marine          |                  |                  | 38.766667°S 146.333333°E |     |
| Parco nazionale Croajingolong                |                  |                  | 37.46°S 149.793056°E     |     |
| Parco nazionale Dandenong Ranges             |                  |                  | 37.8103°S 145.386°E      |     |
| Parco nazionale Discovery Bay Marine         |                  |                  | 38.35°S 141.366667°E     |     |
| Parco nazionale Errinundra                   |                  |                  | 37.2858°S 148.895°E      |     |
| Parco nazionale French Island                |                  |                  | 38.3307°S 145.388°E      |     |
| Parco nazionale Grampians                    |                  |                  | 37.2078°S 142.4°E        |     |
| Parco nazionale Great Otway                  |                  |                  | 38.7733°S 143.557°E      |     |
| Parco nazionale Greater Bendigo              |                  |                  | 36.6739°S 144.255°E      |     |
| Parco nazionale Gunbower                     |                  |                  | 35.6958°S 144.194°E      |     |
| Parco nazionale Hattah-Kulkyne               |                  |                  | 34.6872°S 142.382°E      |     |
| Parco nazionale Heathcote-Graytown           |                  |                  | 36.7963°S 144.866°E      |     |
| Parco nazionale Kara Kara                    |                  |                  | 36.8606°S 143.285°E      |     |
| Parco nazionale Kinglake                     |                  |                  | 37.4064°S 145.211°E      |     |
| Parco nazionale del lago Eildon              |                  |                  | 37.1294°S 145.869°E      |     |
| Parco nazionale Lind                         |                  |                  | 37.5706°S 148.96°E       |     |
| Parco nazionale Little Desert                |                  |                  | 36.6067°S 141.189°E      |     |
| Parco nazionale Lower Glenelg                |                  |                  | 38.0661°S 141.289°E      |     |
| Parco nazionale Lower Goulburn               |                  |                  | 36.1817°S 145.12°E       |     |
| Parco nazionale del fiume Mitchell           |                  |                  | 37.6556°S 147.346°E      |     |
| Parco nazionale della penisola di Mornington |                  |                  | 38.502222°S 144.888333°E |     |
| Parco nazionale Morwell                      |                  |                  | 38.3664°S 146.391°E      |     |
| Parco nazionale Mount Buangor State Park     |                  |                  | 37.3285°S 143.223°E      |     |
| Parco nazionale Mount Eccles                 |                  |                  | 38.078889°S 141.888611°E |     |
| Parco nazionale Mount Richmond               |                  |                  | 38.2703°S 141.425°E      |     |
| Parco nazionale Murray-Sunset                |                  |                  | 34.7764°S 141.484°E      |     |
| Parco nazionale Ninety Mile Beach Marine     |                  |                  | 38.416667°S 147.183333°E |     |
| Parco nazionale Organ Pipes                  |                  |                  | 37.6686°S 144.767°E      |     |
| Parco nazionale Point Addis Marine           |                  |                  | 38.416667°S 144.233333°E |     |
| Parco nazionale Point Hicks Marine           |                  |                  | 37.8°S 149.25°E          |     |
| Parco nazionale Port Campbell                |                  |                  | 38.650278°S 143.0625°E   |     |
| Parco nazionale Snowy River                  |                  |                  | 37.275°S 148.553°E       |     |
| Parco nazionale Tarra-Bulga                  |                  |                  | 38.4417°S 146.58°E       |     |
| Parco nazionale Terrick Terrick              |                  |                  | 36.1429°S 144.2282°E     |     |
| Parco nazionale The Lakes                    |                  |                  | 37.9703°S 147.742°E      |     |
| Parco nazionale Twelve Apostles Marine       |                  |                  | 38.6667°S 143.1°E        |     |
| Parco nazionale Warby-Ovens                  |                  |                  | 36.3297°S 146.188°E      |     |
| Parco nazionale Wilsons Promontory Marine    |                  |                  | 39.1667°S 146.333°E      |     |
| Parco nazionale Wilsons Promontory           |                  |                  | 39.0133°S 146.394°E      |     |
| Parco nazionale Wyperfeld                    |                  |                  | 35.3892°S 141.877°E      |     |
| Parco nazionale Yarra Ranges                 |                  |                  | 37.6806°S 145.991°E      |     |

## Tasmania
| Nome                                           | Anno istituzione | Superficie (km2) | Coordinate               | WWW |
| ---------------------------------------------- | ---------------- | ---------------- | ------------------------ | --- |
| Parco nazionale Ben Lomond                     |                  |                  | 41.55°S 147.666667°E     |     |
| Parco nazionale del monte Cradle-lago St Clair |                  |                  | 41.830278°S 145.924167°E |     |
| Parco nazionale Douglas-Apsley                 |                  |                  | 41.7583°S 148.199°E      |     |
| Parco nazionale Franklin-Gordon Wild Rivers    |                  |                  | 42.4094°S 146.032°E      |     |
| Parco nazionale Freycinet                      |                  |                  | 42.05°S 148.283333°E     |     |
| Parco nazionale Hartz Mountains                |                  |                  | 43.2297°S 146.756°E      |     |
| Parco nazionale Kent Group                     |                  |                  | 39.466667°S 147.308333°E |     |
| Parco nazionale di Maria Island                |                  |                  | 42.644444°S 148.1°E      |     |
| Parco nazionale Mole Creek Karst               |                  |                  | 41.6006°S 146.289°E      |     |
| Parco nazionale del monte Field                |                  |                  | 42.655278°S 146.5875°E   |     |
| Parco nazionale del monte William              |                  |                  | 40.9375°S 148.253333°E   |     |
| Parco nazionale Narawntapu                     |                  |                  | 41.132778°S 146.656667°E |     |
| Parco nazionale Rocky Cape                     |                  |                  | 40.899722°S 145.535833°E |     |
| Parco nazionale del fiume Savage               |                  |                  | 41.3539°S 145.409°E      |     |
| Parco nazionale South Bruny                    |                  |                  | 43.35°S 147.371111°E     |     |
| Parco nazionale Southwest                      |                  |                  | 42.8336°S 146.149°E      |     |
| Parco nazionale Strzelecki                     |                  |                  | 40.219444°S 148.094722°E |     |
| Parco nazionale Tasman                         |                  |                  | 42.8553°S 147.976°E      |     |
| Parco nazionale Walls of Jerusalem             |                  |                  | 41.8689°S 146.259°E      |     |

## Australia meridionale
| Nome                                          | Anno istituzione | Superficie (km2) | Coordinate               | WWW                                                      |
| --------------------------------------------- | ---------------- | ---------------- | ------------------------ | -------------------------------------------------------- |
| Parco nazionale Belair                        |                  |                  | 35.013056°S 138.655833°E |                                                          |
| Parco nazionale Canunda                       |                  |                  | 37.7156°S 140.283°E      |                                                          |
| Parco nazionale Coffin Bay                    |                  |                  | 34.5822°S 135.322°E      |                                                          |
| Parco nazionale Coorong                       |                  |                  | 36.049167°S 139.553611°E |                                                          |
| Parco nazionale Flinders Chase                |                  |                  | 35.9772°S 136.673°E      |                                                          |
| Parco nazionale Flinders Ranges               |                  |                  | 31.4222°S 138.705°E      |                                                          |
| Parco nazionale Gawler Ranges                 |                  |                  | 32.5539°S 135.464°E      |                                                          |
| Parco nazionale Great Australian Bight Marine |                  |                  | 31.914868°S 131.44043°E  |                                                          |
| Parco nazionale Innes                         |                  |                  | 35.2278°S 136.895°E      |                                                          |
| Parco nazionale Kati Thanda-Lake Eyre         |                  |                  | 28.6689°S 137.524°E      |                                                          |
| Parco nazionale del lago Gairdner             |                  |                  | 31.6972°S 135.854°E      |                                                          |
| Parco nazionale del lago Torrens              |                  |                  | 31.044444°S 137.859722°E |                                                          |
| Parco nazionale Lincoln                       |                  |                  | 34.8678°S 135.87°E       |                                                          |
| Parco nazionale Malkumba-Coongie Lakes        |                  |                  | 27.2614°S 140.157°E      |                                                          |
| Parco nazionale Mount Remarkable              |                  |                  | 32.781389°S 138.062778°E |                                                          |
| Parco nazionale del fiume Murray              |                  |                  | 34.3869°S 140.54°E       |                                                          |
| Parco nazionale delle grotte di Naracoorte    | 1972             | 6.6              | 36.95°S 140.75°E         | sito web Archiviato l'8 aprile 2011 in Internet Archive. |
| Parco nazionale Nullarbor                     |                  |                  | 31.398611°S 130.137778°E |                                                          |
| Parco nazionale del fiume Onkaparinga         |                  |                  | 35.1606°S 138.554°E      |                                                          |
| Parco nazionale Vulkathunha-Gammon Ranges     |                  |                  | 30.4472°S 139.277°E      |                                                          |
| Parco nazionale Witjira                       |                  |                  | 26.3717°S 135.63°E       |                                                          |

## Queensland
| Nome                                                   | Anno istituzione | Superficie (km2) | Coordinate               | WWW                                                         |
| ------------------------------------------------------ | ---------------- | ---------------- | ------------------------ | ----------------------------------------------------------- |
| Parco nazionale Alton                                  |                  |                  | 27.989722°S 149.313333°E |                                                             |
| Parco nazionale Alwal                                  |                  |                  | 15.20338°S 143.580091°E  |                                                             |
| Parco nazionale del fiume Annan (Yuku Baja-Muliku)     |                  |                  | 15.56659°S 145.206921°E  |                                                             |
| Parco nazionale Astrebla Downs                         |                  |                  | 24.211389°S 140.569167°E |                                                             |
| Parco nazionale del fiume Auburn                       |                  |                  | 25.721667°S 151.051944°E |                                                             |
| Parco nazionale Barnard Island Group                   |                  |                  | 17.674722°S 146.172778°E |                                                             |
| Parco nazionale Barron Gorge                           |                  |                  | 16.8428°S 145.652°E      |                                                             |
| Parco nazionale Beeron                                 |                  |                  | 26.006434°S 151.314518°E |                                                             |
| Parco nazionale Bellthorpe                             |                  |                  | 26.8658°S 152.689°E      |                                                             |
| Parco nazionale Bendidee                               |                  |                  | 28.300278°S 150.517778°E |                                                             |
| Parco nazionale delle Black Mountains                  | 1994             | 9.2              | 15.668056°S 145.231944°E | sito web Archiviato l'8 dicembre 2015 in Internet Archive.  |
| Parco nazionale Blackbraes                             |                  |                  | 19.478889°S 144.181389°E |                                                             |
| Parco nazionale Blackdown Tableland                    |                  |                  | 23.7236°S 149.06°E       |                                                             |
| Parco nazionale Blackwood                              |                  |                  | 21.461667°S 146.715°E    |                                                             |
| Parco nazionale Bladensburg                            |                  |                  | 22.503333°S 142.988056°E |                                                             |
| Parco nazionale Blue Lake                              |                  |                  | 27.5225°S 153.476667°E   |                                                             |
| Parco nazionale Boodjamulla                            |                  |                  | 18.7014°S 138.488°E      |                                                             |
| Parco nazionale Bowling Green Bay                      |                  |                  | 19.213333°S 147.033889°E |                                                             |
| Parco nazionale Brampton Islands                       |                  |                  | 20.7875°S 149.285556°E   |                                                             |
| Parco nazionale Bribie Island                          |                  |                  | 26.867222°S 153.126667°E |                                                             |
| Parco nazionale Broad Sound Islands                    |                  |                  | 21.813611°S 149.787222°E |                                                             |
| Parco nazionale Bulburin                               |                  |                  | 24.649087°S 151.507965°E |                                                             |
| Parco nazionale Bulleringa                             |                  |                  | 17.5803°S 143.829°E      |                                                             |
| Parco nazionale Bunya Mountains                        |                  |                  | 26.799444°S 151.536944°E |                                                             |
| Parco nazionale Burleigh Head                          |                  |                  | 28.095278°S 153.457222°E |                                                             |
| Parco nazionale Burrum Coast                           |                  |                  | 24.999167°S 152.4675°E   |                                                             |
| Parco nazionale Byfield                                |                  |                  | 22.783889°S 150.731667°E |                                                             |
| Parco nazionale Camooweal Caves                        |                  |                  | 20.019167°S 138.19°E     |                                                             |
| Parco nazionale Cape Hillsborough                      |                  |                  | 20.8989°S 148.994°E      |                                                             |
| Parco nazionale Cape Melville                          |                  |                  | 14.2764°S 144.516°E      |                                                             |
| Parco nazionale Cape Palmerston                        |                  |                  | 21.590278°S 149.4275°E   |                                                             |
| Parco nazionale Cape Upstart                           |                  |                  | 19.713333°S 147.760833°E |                                                             |
| Parco nazionale Capricorn Coast                        |                  |                  | 23.122222°S 150.743889°E |                                                             |
| Parco nazionale Capricornia Cays                       |                  |                  | 23.508056°S 152.090833°E |                                                             |
| Parco nazionale Carnarvon                              |                  |                  | 24.6358°S 147.997°E      |                                                             |
| Parco nazionale Castle Tower                           |                  |                  | 24.1575°S 151.306944°E   |                                                             |
| Parco nazionale Cedar Bay                              |                  |                  | 15.7769°S 145.346°E      |                                                             |
| Parco nazionale Chesterton Range                       |                  |                  | 26.154167°S 147.324167°E |                                                             |
| Parco nazionale Chillagoe-Mungana Caves                |                  |                  | 17.091667°S 144.393056°E |                                                             |
| Parco nazionale Claremont Isles                        |                  |                  | 13.911111°S 143.833889°E |                                                             |
| Parco nazionale Clump Mountain                         |                  |                  | 17.820278°S 146.095556°E |                                                             |
| Parco nazionale Coalstoun Lakes                        |                  |                  | 25.5978°S 151.909°E      |                                                             |
| Parco nazionale Conondale                              |                  |                  | 26.663056°S 152.645556°E |                                                             |
| Parco nazionale Conway                                 |                  |                  | 20.263333°S 148.765°E    |                                                             |
| Parco nazionale Crater Lakes                           |                  |                  | 17.245833°S 145.628889°E |                                                             |
| Parco nazionale Crows Nest                             |                  |                  | 27.253889°S 152.074167°E |                                                             |
| Parco nazionale Cudmore                                |                  |                  | 22.925°S 146.303889°E    |                                                             |
| Parco nazionale Culgoa Floodplain                      |                  |                  | 28.8225°S 146.825833°E   |                                                             |
| Parco nazionale Currawinya                             |                  |                  | 28.783703°S 144.478011°E |                                                             |
| Parco nazionale Curtis Island                          |                  |                  | 23.530278°S 151.221111°E |                                                             |
| Parco nazionale Daintree                               |                  |                  | 15.9592°S 145.402°E      |                                                             |
| Parco nazionale Dalrymple                              |                  |                  | 19.787778°S 146.099444°E |                                                             |
| Parco nazionale Danbulla                               |                  |                  | 17.1062°S 145.611°E      |                                                             |
| Parco nazionale Davies Creek                           |                  |                  | 17.009722°S 145.581667°E |                                                             |
| Parco nazionale Deepwater                              |                  |                  | 24.261111°S 151.891944°E |                                                             |
| Parco nazionale Denham Group                           |                  |                  | 11.108889°S 143.015833°E |                                                             |
| Parco nazionale Diamantina                             |                  |                  | 23.357222°S 141.136111°E |                                                             |
| Parco nazionale Dinden                                 |                  |                  | 17.009722°S 145.616667°E |                                                             |
| Parco nazionale Dipperu                                |                  |                  | 21.938056°S 148.715278°E |                                                             |
| Parco nazionale Djiru                                  |                  |                  | 17.891667°S 146.061667°E |                                                             |
| Parco nazionale Dryander                               |                  |                  | 20.218056°S 148.565833°E |                                                             |
| Parco nazionale Dularcha                               |                  |                  | 26.776667°S 152.961111°E |                                                             |
| Parco nazionale Edmund Kennedy (Girramay)              |                  |                  | 18.0447°S 146.028°E      |                                                             |
| Parco nazionale del fiume Endeavour                    |                  |                  | 15.4419°S 145.217°E      |                                                             |
| Parco nazionale Epping Forest                          |                  |                  | 22.351667°S 146.701389°E |                                                             |
| Parco nazionale Eubenangee Swamp                       |                  |                  | 17.4233°S 145.957°E      |                                                             |
| Parco nazionale Eudlo Creek                            |                  |                  | 26.706944°S 152.961944°E |                                                             |
| Parco nazionale Eungella                               |                  |                  | 20.861389°S 148.664444°E |                                                             |
| Parco nazionale Expedition                             |                  |                  | 25.128889°S 148.865556°E |                                                             |
| Parco nazionale Fairlies Knob                          |                  |                  | 25.505°S 152.293056°E    |                                                             |
| Parco nazionale Family Islands                         |                  |                  | 17.925833°S 146.135278°E |                                                             |
| Parco nazionale Flinders Group                         |                  |                  | 14.073611°S 144.255833°E |                                                             |
| Parco nazionale Forbes Islands                         |                  |                  | 12.286111°S 143.411111°E |                                                             |
| Parco nazionale Forest Den                             |                  |                  | 22.121667°S 145.175278°E |                                                             |
| Parco nazionale Fort Lytton                            |                  |                  | 27.412222°S 153.15°E     |                                                             |
| Parco nazionale Forty Mile Scrub                       |                  |                  | 18.0894°S 144.862°E      |                                                             |
| Parco nazionale Frankland Group                        |                  |                  | 17.163611°S 146.011667°E |                                                             |
| Parco nazionale Girraween                              |                  |                  | 28.7742°S 151.912°E      |                                                             |
| Parco nazionale Girringun                              |                  |                  | 18.083333°S 145.598889°E |                                                             |
| Parco nazionale Glass House Mountains                  |                  |                  | 26.8475°S 152.954°E      |                                                             |
| Parco nazionale Gloucester Island                      |                  |                  | 20.015278°S 148.455°E    |                                                             |
| Parco nazionale Goneaway                               |                  |                  | 23.767222°S 142.229722°E |                                                             |
| Parco nazionale Goodedulla                             |                  |                  | 23.254167°S 149.758056°E |                                                             |
| Parco nazionale Goodnight Scrub                        |                  |                  | 25.221944°S 151.92°E     |                                                             |
| Parco nazionale Great Basalt Wall                      |                  |                  | 19.881111°S 145.721389°E |                                                             |
| Parco nazionale Great Sandy                            | 1971             | 2210.72          | 25.045°S 153.209722°E    | sito web Archiviato il 7 dicembre 2015 in Internet Archive. |
| Parco nazionale Green Island                           |                  |                  | 16.759722°S 145.974444°E |                                                             |
| Parco nazionale Grey Peaks                             |                  |                  | 17.042222°S 145.847778°E |                                                             |
| Parco nazionale Halifax Bay Wetlands                   |                  |                  | 18.8675°S 146.268889°E   |                                                             |
| Parco nazionale Hann Tableland                         |                  |                  | 16.7983°S 145.151°E      |                                                             |
| Parco nazionale Hasties Swamp                          |                  |                  | 17.300278°S 145.474167°E |                                                             |
| Parco nazionale Hell Hole Gorge                        |                  |                  | 25.5375°S 144.154722°E   |                                                             |
| Parco nazionale Herberton Range                        |                  |                  | 17.365278°S 145.468056°E |                                                             |
| Parco nazionale Hinchinbrook Island                    |                  |                  | 18.3819°S 146.247°E      |                                                             |
| Parco nazionale Holbourne Island                       |                  |                  | 19.726944°S 148.36°E     |                                                             |
| Parco nazionale Homevale                               |                  |                  | 21.356944°S 148.471667°E |                                                             |
| Parco nazionale Hope Islands                           |                  |                  | 15.731389°S 145.457222°E |                                                             |
| Parco nazionale Hull River                             |                  |                  | 17.9561°S 146.07°E       |                                                             |
| Parco nazionale Humboldt                               |                  |                  | 24.242°S 148.933°E       |                                                             |
| Parco nazionale Idalia                                 |                  |                  | 24.9586°S 144.697°E      |                                                             |
| Parco nazionale Isla Gorge                             |                  |                  | 25.169444°S 149.945°E    |                                                             |
| Parco nazionale Jack River                             |                  |                  | 14.949023°S 144.680712°E |                                                             |
| Parco nazionale Japoon                                 |                  |                  | 17.739722°S 145.887222°E |                                                             |
| Parco nazionale Jardine River                          |                  |                  | 10.9211°S 142.627°E      |                                                             |
| Parco nazionale Kirrama                                | 2011             | 176.3            | 18.180898°S 145.284119°E | sito web                                                    |
| Parco nazionale Kondalilla                             |                  |                  | 26.668056°S 152.858333°E |                                                             |
| Parco nazionale Kroombit Tops                          |                  |                  | 24.400833°S 150.958333°E |                                                             |
| Parco nazionale KULLA (McIlwraith Range)               |                  |                  | 13.900087°S 143.342261°E |                                                             |
| Parco nazionale Kuranda                                |                  |                  | 17.009722°S 145.616667°E |                                                             |
| Parco nazionale Kurrimine Beach                        |                  |                  | 17.732222°S 146.095556°E |                                                             |
| Parco nazionale Kutini-Payamu                          |                  |                  | 12.6597°S 143.348°E      |                                                             |
| Parco nazionale del lago Bindegolly                    |                  |                  | 28.013333°S 144.193611°E |                                                             |
| Parco nazionale Lakefield                              |                  |                  | 14.545°S 144.116°E       |                                                             |
| Parco nazionale Lama Lama                              |                  |                  | 14.418889°S 143.684722°E |                                                             |
| Parco nazionale Lamington                              |                  |                  | 28.1422°S 153.115°E      |                                                             |
| Parco nazionale Lindeman Islands                       |                  |                  | 20.475°S 149.086944°E    |                                                             |
| Parco nazionale Littabella                             |                  |                  | 24.579167°S 152.048056°E |                                                             |
| Parco nazionale Lizard Island                          |                  |                  | 14.668889°S 145.459444°E |                                                             |
| Parco nazionale Lochern                                |                  |                  | 24.237222°S 143.325833°E |                                                             |
| Parco nazionale Lockyer                                |                  |                  | 27.439601°S 152.243129°E |                                                             |
| Parco nazionale Macalister Range                       |                  |                  | 16.695°S 145.573333°E    |                                                             |
| Parco nazionale Magnetic Island                        |                  |                  | 19.135833°S 146.842222°E |                                                             |
| Parco nazionale Main Range                             |                  |                  | 27.8158°S 152.266°E      |                                                             |
| Parco nazionale Malaan                                 |                  |                  | 17.5681°S 145.553°E      |                                                             |
| Parco nazionale Mapleton Falls                         |                  |                  | 26.630556°S 152.838889°E |                                                             |
| Parco nazionale Maria Creek                            |                  |                  | 17.780556°S 146.068611°E |                                                             |
| Parco nazionale Mariala                                |                  |                  | 26.029444°S 145.071389°E |                                                             |
| Parco nazionale Marpa                                  |                  |                  | 14.226°S 143.793°E       |                                                             |
| Parco nazionale Mazeppa                                |                  |                  | 22.231667°S 147.291111°E |                                                             |
| Parco nazionale Melsonby (Gaarraay)                    |                  |                  | 15.066862°S 145.124793°E |                                                             |
| Parco nazionale Michaelmas and Upolu Cays              |                  |                  | 16.608333°S 145.9725°E   |                                                             |
| Parco nazionale Millstream Falls                       |                  |                  | 17.636389°S 145.459167°E |                                                             |
| Parco nazionale Minerva Hills                          |                  |                  | 24.080556°S 148.064167°E |                                                             |
| Parco nazionale Mitchell-Alice Rivers (Errk Oykangand) | 1977             |                  | 15.4694°S 142.085°E      |                                                             |
| Parco nazionale Molle Islands                          |                  |                  | 20.376667°S 148.8575°E   |                                                             |
| Parco nazionale Moorrinya                              |                  |                  | 21.3942°S 144.941°E      |                                                             |
| Parco nazionale Moresby Range                          |                  |                  | 17.5375°S 146.075833°E   |                                                             |
| Parco nazionale Moreton Island                         |                  |                  | 27.0525°S 153.391°E      |                                                             |
| Parco nazionale del monte Archer                       |                  |                  | 23.325278°S 150.581944°E |                                                             |
| Parco nazionale del monte Barney                       |                  |                  | 28.2736°S 152.662°E      |                                                             |
| Parco nazionale del monte Bauple                       |                  |                  | 25.813611°S 152.573333°E |                                                             |
| Parco nazionale del monte Binga                        |                  |                  |                          |                                                             |
| Parco nazionale del monte Colosseum                    |                  |                  | 24.4092°S 151.584°E      |                                                             |
| Parco nazionale del monte Cook                         |                  |                  | 15.492778°S 145.259167°E |                                                             |
| Parco nazionale del monte Hypipamee                    |                  |                  | 17.425°S 145.486111°E    |                                                             |
| Parco nazionale del monte Lewis                        |                  |                  |                          |                                                             |
| Parco nazionale del monte Mackay                       |                  |                  | 17.946237°S 145.974519°E |                                                             |
| Parco nazionale del monte Spurgeon                     |                  |                  | 16.449054°S 145.204611°E |                                                             |
| Parco nazionale del monte Windsor                      |                  |                  | 16.273167°S 145.003062°E |                                                             |
| Parco nazionale Munga-Thirri                           |                  |                  | 25.1425°S 138.24°E       |                                                             |
| Parco nazionale Narkoola                               |                  |                  |                          |                                                             |
| Parco nazionale Narrien Range                          |                  |                  | 22.898056°S 146.940833°E |                                                             |
| Parco nazionale Nerang                                 |                  |                  | 27.9722°S 153.303°E      |                                                             |
| Parco nazionale Newry Islands                          |                  |                  | 20.851667°S 148.899444°E |                                                             |
| Parco nazionale Nicoll Scrub                           |                  |                  | 28.1894°S 153.424°E      |                                                             |
| Parco nazionale Noosa                                  |                  |                  | 26.384444°S 153.112778°E |                                                             |
| Parco nazionale North East Island                      |                  |                  | 21.665833°S 150.336389°E |                                                             |
| Parco nazionale Northumberland Islands                 |                  |                  | 21.317222°S 149.680556°E |                                                             |
| Parco nazionale Nuga Nuga                              |                  |                  | 24.965278°S 148.684444°E |                                                             |
| Parco nazionale Nymph Island                           |                  |                  | 14.655556°S 145.250833°E |                                                             |
| Parco nazionale Orpheus Island                         |                  |                  | 18.618333°S 146.493611°E |                                                             |
| Parco nazionale Oyala Thumotang                        |                  |                  | 13.4817°S 142.278°E      |                                                             |
| Parco nazionale Palmerston Rocks                       |                  |                  | 17.57°S 145.898056°E     |                                                             |
| Parco nazionale Paluma Range                           |                  |                  | 18.8717°S 146.125°E      |                                                             |
| Parco nazionale Peak Range                             |                  |                  | 22.481578°S 147.87696°E  |                                                             |
| Parco nazionale Pipeclay                               |                  |                  | 25.984444°S 153.005556°E |                                                             |
| Parco nazionale Piper Islands                          |                  |                  | 12.219444°S 143.263611°E |                                                             |
| Parco nazionale Poona                                  |                  |                  | 25.588889°S 152.822778°E |                                                             |
| Parco nazionale Porcupine Gorge                        |                  |                  | 20.399167°S 144.440278°E |                                                             |
| Parco nazionale Possession Island                      |                  |                  | 10.724838°S 142.39691°E  |                                                             |
| Parco nazionale Precipice                              |                  |                  | 13.366389°S 143.953333°E |                                                             |
| Parco nazionale Quoin Island                           |                  |                  | 12.405833°S 143.488056°E |                                                             |
| Parco nazionale Ravensbourne                           |                  |                  | 27.356667°S 152.201667°E |                                                             |
| Parco nazionale Repulse Island                         |                  |                  | 20.6°S 148.876111°E      |                                                             |
| Parco nazionale Rocky Islets                           |                  |                  | 14.858889°S 145.477778°E |                                                             |
| Parco nazionale Round Top Island                       |                  |                  | 21.175278°S 149.264722°E |                                                             |
| Parco nazionale Rundle Range                           |                  |                  | 23.660556°S 150.973333°E |                                                             |
| Parco nazionale Russell River                          |                  |                  | 17.2247°S 145.939°E      |                                                             |
| Parco nazionale Sandbanks                              |                  |                  | 13.366389°S 143.953333°E |                                                             |
| Parco nazionale Sarabah                                |                  |                  | 28.046713°S 153.123155°E |                                                             |
| Parco nazionale Saunders Islands                       |                  |                  | 11.703333°S 143.179722°E |                                                             |
| Parco nazionale Sir Charles Hardy Group                |                  |                  | 11.904444°S 143.460556°E |                                                             |
| Parco nazionale Smith Islands                          |                  |                  | 20.589167°S 149.110556°E |                                                             |
| Parco nazionale Snake Range                            |                  |                  | 24.043056°S 147.583611°E |                                                             |
| Parco nazionale South Cumberland Islands               |                  |                  | 20.741111°S 149.473611°E |                                                             |
| Parco nazionale Southern Moreton Bay Islands           |                  |                  | 27.718056°S 153.384444°E |                                                             |
| Parco nazionale Southwood                              |                  |                  | 27.814722°S 150.135556°E |                                                             |
| Parco nazionale Springbrook                            |                  |                  | 28.14°S 153.274167°E     |                                                             |
| Parco nazionale St Helena Island                       |                  |                  | 27.393333°S 153.231667°E |                                                             |
| Parco nazionale Starcke                                |                  |                  | 14.9411°S 145.034°E      |                                                             |
| Parco nazionale Sundown                                |                  |                  | 28.868333°S 151.618611°E |                                                             |
| Parco nazionale Swain Reefs                            |                  |                  | 21.239444°S 151.846667°E |                                                             |
| Parco nazionale Tamborine                              |                  |                  | 27.860278°S 153.178333°E |                                                             |
| Parco nazionale Tarong                                 |                  |                  | 26.811667°S 151.861944°E |                                                             |
| Parco nazionale Taunton                                |                  |                  | 23.533333°S 149.221389°E |                                                             |
| Parco nazionale The Palms                              |                  |                  | 26.934722°S 151.878611°E |                                                             |
| Parco nazionale Three Islands                          |                  |                  | 15.112778°S 145.420278°E |                                                             |
| Parco nazionale Thrushton                              |                  |                  | 27.763889°S 147.666667°E |                                                             |
| Parco nazionale Topaz Road                             |                  |                  | 17.4°S 145.699722°E      |                                                             |
| Parco nazionale Triunia                                |                  |                  | 26.655833°S 152.903333°E |                                                             |
| Parco nazionale Tully Falls                            |                  |                  | 17.776667°S 145.56°E     |                                                             |
| Parco nazionale Tully Gorge                            |                  |                  | 17.591667°S 145.568056°E |                                                             |
| Parco nazionale Turtle Group                           |                  |                  | 14.7047°S 145.203°E      |                                                             |
| Parco nazionale Undara Volcanic                        |                  |                  | 18.2011°S 144.596°E      |                                                             |
| Parco nazionale Venman Bushland                        |                  |                  | 27.6275°S 153.200278°E   |                                                             |
| Parco nazionale Welford                                |                  |                  | 25.058611°S 143.433889°E |                                                             |
| Parco nazionale West Hill                              |                  |                  | 21.830278°S 149.486111°E |                                                             |
| Parco nazionale White Mountains                        |                  |                  | 20.541111°S 144.966667°E |                                                             |
| Parco nazionale Whitsunday Islands                     |                  |                  | 20.060278°S 148.874167°E |                                                             |
| Parco nazionale Wondul Range                           |                  |                  | 28.0633°S 151.022°E      |                                                             |
| Parco nazionale Wooroonooran                           |                  |                  | 17.1464°S 145.793°E      |                                                             |
| Parco nazionale Yungaburra                             |                  |                  | 17.287778°S 145.570833°E |                                                             |

## Territorio del Nord
| Nome                                    | Anno istituzione | Superficie (km2) | Coordinate               | WWW      |
| --------------------------------------- | ---------------- | ---------------- | ------------------------ | -------- |
| Parco nazionale Barranyi (North Island) |                  |                  | 15.5694°S 136.869°E      |          |
| Parco nazionale Charles Darwin          |                  |                  | 12.450833°S 130.873333°E |          |
| Parco nazionale Davenport Murchison     |                  |                  | 20.86°S 134.941°E        |          |
| Parco nazionale Djukbinj                |                  |                  | 12.1333°S 131.286°E      |          |
| Parco nazionale Dulcie Ranges           |                  |                  | 22.5778°S 135.608°E      |          |
| Parco nazionale Elsey                   |                  |                  | 14.9531°S 133.193°E      |          |
| Parco nazionale Finke Gorge             |                  |                  | 24.1447°S 132.818°E      |          |
| Parco nazionale Judbarra / Gregory      |                  |                  | 15.6339°S 131.267°E      |          |
| Parco nazionale Kakadu                  | 1979             | 19804            | 13.036389°S 132.439722°E | sito web |
| Parco nazionale del fiume Keep          |                  |                  | 15.8164°S 129.14°E       |          |
| Parco nazionale Limmen                  |                  |                  | 15.0367°S 135.143°E      |          |
| Parco nazionale Litchfield              |                  |                  | 13.0547°S 130.905°E      |          |
| Parco nazionale del fiume Mary          |                  |                  | 12.133333°S 131.285556°E |          |
| Parco nazionale Nitmiluk                |                  |                  | 14.3122°S 132.423°E      |          |
| Parco nazionale Uluru-Kata Tjuta        | 1958             | 1325.66          | 25.312222°S 131.018611°E | sito web |
| Parco nazionale Watarrka                |                  |                  | 24.2517°S 131.632°E      |          |
| Parco nazionale West MacDonnell         |                  |                  | 23.4364°S 132.418°E      |          |

## Australia Occidentale
| Nome                                         | Anno istituzione | Superficie (km2) | Coordinate               | WWW      |
| -------------------------------------------- | ---------------- | ---------------- | ------------------------ | -------- |
| Parco nazionale Alexander Morrison           |                  |                  | 30.0839°S 115.486°E      |          |
| Parco nazionale Avon Valley                  |                  |                  | 31.625°S 116.183611°E    |          |
| Parco nazionale di Badgingarra               | 1973             | 131.1            | 30.4686°S 115.44°E       | sito web |
| Parco nazionale Beedelup                     |                  |                  | 34.4183°S 115.878°E      |          |
| Parco nazionale Beelu                        |                  |                  | 31.9544°S 116.15°E       |          |
| Parco nazionale Boorabbin                    |                  |                  | 31.2383°S 120.169°E      |          |
| Parco nazionale Brockman                     |                  |                  | 34.5144°S 115.996°E      |          |
| Parco nazionale di Cape Arid                 | 1969             | 2798             | 33.7039°S 123.369°E      |          |
| Parco nazionale Cape Le Grand                |                  |                  | 33.9469°S 122.156°E      |          |
| Parco nazionale Cape Range                   |                  |                  | 22.1233°S 113.921°E      |          |
| Parco nazionale Collier Range                |                  |                  | 24.6236°S 119.272°E      |          |
| Parco nazionale D'Entrecasteaux              |                  |                  | 34.7469°S 116.115°E      |          |
| Parco nazionale delle grotte di Drovers      |                  |                  | 30.234444°S 115.087778°E |          |
| Parco nazionale del fiume Drysdale           |                  |                  | 15.1614°S 126.776°E      |          |
| Parco nazionale Eucla                        |                  |                  | 31.6803°S 128.945°E      |          |
| Parco nazionale del fiume Fitzgerald         |                  |                  | 33.9475°S 119.615°E      |          |
| Parco nazionale Francois Peron               |                  |                  | 25.6994°S 113.552°E      |          |
| Parco nazionale Frank Hann                   |                  |                  | 32.9281°S 120.237°E      |          |
| Parco nazionale Geikie Gorge                 |                  |                  | 18.0772°S 125.714°E      |          |
| Parco nazionale Gloucester                   |                  |                  | 34.4444°S 116.059°E      |          |
| Parco nazionale Goongarrie                   |                  |                  | 30.0022°S 121.531°E      |          |
| Parco nazionale Gooseberry Hill              |                  |                  | 31.9414°S 116.046°E      |          |
| Parco nazionale Greenmount                   |                  |                  | 31.9064°S 116.06°E       |          |
| Parco nazionale Gull Rock                    |                  |                  | 35.0075°S 118.003°E      |          |
| Parco nazionale Hassell                      |                  |                  | 34.6789°S 118.37°E       |          |
| Parco nazionale Hidden Valley                |                  |                  | 15.7739°S 128.764°E      |          |
| Parco nazionale John Forrest                 |                  |                  | 31.8819°S 116.074°E      |          |
| Parco nazionale Kalamunda                    |                  |                  | 31.9586°S 116.071°E      |          |
| Parco nazionale Kalbarri                     |                  |                  | 27.7847°S 114.246°E      |          |
| Parco nazionale Karijini                     | 1969             | 6274.0           | 22.2506°S 117.976°E      | sito web |
| Parco nazionale Karlamilyi                   |                  |                  | 22.333333°S 122.483333°E |          |
| Parco nazionale Kennedy Range                |                  |                  | 24.5792°S 115.05°E       |          |
| Parco nazionale Leeuwin-Naturaliste          |                  |                  | 34.2386°S 115.047°E      |          |
| Parco nazionale Lesueur                      |                  |                  | 30.1344°S 115.101°E      |          |
| Parco nazionale marino di Marmion            |                  |                  |                          |          |
| Parco nazionale Millstream-Chichester        |                  |                  | 21.2733°S 117.107°E      |          |
| Parco nazionale del fiume Mitchell           |                  |                  | 14.8067°S 125.708°E      |          |
| Parco nazionale del fiume Moore              |                  |                  | 31.0867°S 115.646°E      |          |
| Parco nazionale del monte Augustus           |                  |                  | 24.3306°S 116.844°E      |          |
| Parco nazionale del monte Frankland          |                  |                  | 34.7664°S 116.743°E      |          |
| Parco nazionale di Nambung                   | 1956             | 192.72           | 30.576111°S 115.17°E     | sito web |
| Parco nazionale Neerabup                     |                  |                  | 31.675°S 115.735°E       |          |
| Parco nazionale Peak Charles                 |                  |                  | 32.9097°S 121.107°E      |          |
| Parco nazionale Porongurup                   |                  |                  | 34.6794°S 117.873°E      |          |
| Parco nazionale Purnululu                    | 1987             | 2397.23          | 17.463056°S 128.564167°E | sito web |
| Parco nazionale Scott                        |                  |                  | 34.2581°S 115.236°E      |          |
| Parco nazionale Serpentine                   | 1968             | 43.87            |                          |          |
| Parco nazionale Shannon                      |                  |                  | 34.6031°S 116.365°E      |          |
| Parco nazionale Sir James Mitchell           |                  |                  | 34.4561°S 116.24°E       |          |
| Parco nazionale Stirling Range               |                  |                  | 34.3639°S 117.989°E      |          |
| Parco nazionale Stokes                       |                  |                  | 33.8228°S 121.135°E      |          |
| Parco nazionale Torndirrup                   |                  |                  | 35.0903°S 117.891°E      |          |
| Parco nazionale Tuart Forest                 |                  |                  | 33.5519°S 115.512°E      |          |
| Parco nazionale Tunnel Creek                 |                  |                  | 17.6119°S 125.143°E      |          |
| Parco nazionale Walpole-Nornalup             |                  |                  | 34.9833°S 116.767°E      |          |
| Parco nazionale Walyunga                     |                  |                  | 31.7061°S 116.09°E       |          |
| Parco nazionale Warren                       |                  |                  | 34.5006°S 115.956°E      |          |
| Parco nazionale Watheroo                     |                  |                  | 30.24°S 115.879°E        |          |
| Parco nazionale Waychinicup                  |                  |                  | 34.8772°S 118.372°E      |          |
| Parco nazionale West Cape Howe               | 1985             | 36.05            | 35.1061°S 117.593°E      | sito web |
| Parco nazionale William Bay                  |                  |                  | 35.026389°S 117.235°E    |          |
| Parco nazionale Windjana Gorge               |                  |                  | 17.4283°S 124.976°E      |          |
| Parco nazionale Wolfe Creek Meteorite Crater |                  |                  | 19.173611°S 127.794444°E |          |
| Parco nazionale Yalgorup                     | 1966             | 131.39           | 32.8572°S 115.672°E      | sito web |
| Parco nazionale Yanchep                      |                  |                  | 31.560556°S 115.690833°E |          |

## Territori esterni

### Isola Christmas
| Nome                                 | Anno istituzione | Superficie (km2) | Coordinate               | WWW      |
| ------------------------------------ | ---------------- | ---------------- | ------------------------ | -------- |
| Parco nazionale dell'Isola Christmas | 1980             | 87.19            | 10.483333°S 105.633333°E | sito web |

### Isole Cocos (Keeling)
| Nome                            | Anno istituzione | Superficie (km2) | Coordinate              | WWW      |
| ------------------------------- | ---------------- | ---------------- | ----------------------- | -------- |
| Parco nazionale di Pulu Keeling | 1995             | 26.03            | 11.833333°S 96.816667°E | sito web |

### Isola Norfolk
| Nome                               | Anno istituzione | Superficie (km2) | Coordinate               | WWW      |
| ---------------------------------- | ---------------- | ---------------- | ------------------------ | -------- |
| Parco nazionale dell'isola Norfolk | 1984             | 6.5              | 29.066667°S 167.933333°E | sito web |